# Bilz y Pap
Bilz y Pap sono due bevande gasate del Cile prodotte da Compañía de Cervecerías Unidas. Furono create all'inizio del XX secolo per Cervecería Ebner.